# Kviteseidbyen
Kviteseid este o localitate din comuna Kviteseid, provincia Telemark, Norvegia, cu o suprafață de 1,19 km² și o populație de 724 locuitori (2013).